# Овсянникова, Мария Дмитриевна
Овсянникова Мария Дмитриевна (1904—1985, Москва) — советский комсомольский и партийный деятель, журналист, преподаватель, участница Великой Отечественной войны 1941—1945 годов, главный редактор журнала «Советская женщина». «Единственная в истории Красной Армии женщина — главный редактор печатного органа на фронте.». Прабабушка Кати Лычёвой.

## Биография

### Детство и юность
Родилась в посёлке (ныне город) Кинель Самарской губернии в 1904 году в семье кочегара. Мария была старшей среди 8 детей в семье. Помогая родителям, ходила с матерью на заработки: стирала белье, делала уборку в квартирах, работала в поле. При Советской власти отец возглавлял уездную комиссию «Неделя помощи бедноте», умер в 1922 году
от крупозного воспаления лёгких, простудившись в борьбе с кулаками, которые раздели его донага и
выпустили на мороз.
В 1917 году Мария оканчивает кинельскую двухклассную железнодорожную школу, учится в единой советской трудовой школе. В 1919 году вступила в Российский коммунистический союз молодёжи (РКСМ), в котором состояла до 1927 года.
С июля по октябрь 1919 года работала в Губчека — в участковой транспортной чрезвычайной комиссии на станции Кинель.
В 1919 — 1920 годах заведовала агитпропотделом райкома РКСМ в Кинели.
В 1920-1921 годах была курсантом Губпартшколы, уполномоченным Упродкома, управделами Губкома РКСМ, ответственным секретарём 3-го райкома РКСМ города Самара.
С августа по октябрь 1921 года Мария Овсянникова была бойцом отряда по подавлению кулацких банд, село Тимашово, Подбельской волости Бугурусланского уезда.
В 1922 году Овсянникова занимает должность ответственного секретаря Самарского Уездного комитета (Укома) РКСМ.
В 1923-1924 годах она заведует детдомом, затем 4-летней школой на станции Кинель, где и преподаёт. Помимо этого является пионервожатой Самарского Укома РКСМ.
В 1924-1925 годах — вожатая-заведующая детским городком в г. Ставрополь-на-Волге.
В 1925-1926 годах трудится обществоведом школы II-й ступени в Самаре.
Следующие 4 года, с 1926 по 1929 работает заведующей и преподавателем Самарских Общегородских рабочих курсов и вечерней совпартшколы.
В мае 1925 года Мария Дмитриевна стала кандидатом в члены Российской компартии большевиков (РКП (б)), а через два года, в июне 1927 года, — членом партии, которая к тому времени уже была Всесоюзной (ВКП (б)).

### Переезд в Москву
В 1929 году переезжает в Москву и работает там преподавателем рабфака им. Свердлова, а с 1930 года — преподавателем Инженерно-технической академии связи им. Подбельского.
В 1932 году окончила Академию коммунистического воспитания им. Крупской по специальности преподаватель политэкономии и журналист.
В 1932 году Овсянникова М. Д. — редактор по экономическим дисциплинам Учпедгиза, а с 1933 года — политический редактор этого издательства.
С 1935 года работает редактором Соцэкгиза.
С 1936 года назначается секретарём парткома фабрики им. Бабаева, с 1937 года — ответственным секретарём ЦК Союза работников печати, и с 1938 года — Председателем ЦК работников печати.

### Великая Отечественная война
Во время Великой Отечественной войны 1941—1945 годов, с июля 1941 года, работает секретарём партбюро Ростокинского истребительного батальона 881-го полка 158-й дивизии Западного фронта, с мая 1942 года гвардии майор Мария Овсянникова — редактор корпусной газеты «За Родину» 7-го гвардейского корпуса и 1-го и 9-го танковых корпусов Западного, Калининского, 1-го Белорусского, 1-го, 2-го и 3-го Прибалтийских фронтов. Пишет под псевдонимом «Мария Ростокинская». Газета под руководством Марии Овсянниковой поражала своей оперативностью. Нередко Мария Дмитриевна на мотоцикле, или на броне танка добиралась до передовой, чтобы прямо на поле боя подготовить материал и отослать его с нарочным в редакцию своей газеты; штаб-квартирой Овсянниковой был автомобиль «Опель-капитан», грузовик с печатной машиной, и два грузовика «студебеккер», играющих роль наборного цеха.
Ранена под Москвой в октябре 1941 года, контужена подо Ржевом в марте 1942 года.

### Послевоенные годы
С мая 1945 по ноябрь 1947 года Овсянникова М. Д. работает заместителем Уполномоченного по охране военных тайн в печати и заместителем Начальника Главлита при Совете министров СССР.
В ноябре 1947 года Овсянникову М. Д. назначают на должность главного редактора журнала «Советская женщина», которую она занимает много лет. В 1950 году Мария Дмитриевна защищает кандидатскую диссертацию по экономике, становится доцентом. Была членом Комиссии Международной демократической федерации женщин по расследованию злодеяний американо-английских интервентов в Корее.
C апреля 1969 года — персональная пенсионерка Союзного значения.
Скончалась в марте 1985 года в Москве, похоронена на Новодевичьем кладбище, 4-й участок, ряд 29, с матерью и мужем.

## Награды
- орден Ленина (04.05.1962)
- орден Отечественной войны I степени (11.03.1985)
- орден Отечественной войны II степени (21.10.1944)[4]
- орден Трудового Красного Знамени
- орден Красной Звезды (09.10.1943)[7]
- орден «Знак Почёта»
- медаль «За боевые заслуги» (16.11.1942)
- медаль «За трудовое отличие»
- другие медали

## Работы
- Овсянникова М. Д., Левитан Б. Обществоведение: Учебник для начальной и средней школы. — Харьков; Одесса: ДВОУ «Радянська школа», 1933.
- Овсянникова М. Д., Грингруз Э. … Женщина в стахановском движении. — М.: Соцэкгиз, 1936 («Образцовая» тип.)
- Овсянникова М. Д. Что такое коммунизм. — М.: Соцэкгиз, 1937 (16 тип. треста «Полиграфкнига»)
- Овсянникова М. Д. О социализме и коммунизме. — М.: Госпланиздат, 1946 (Тип. им. Воровского в Калуге) — 32 с.
- Овсянникова, Мария Дмитриевна. Женщины в борьбе за мир: Стенограмма публичной лекции, прочит. в Центр. лектории О-ва в Москве. — Всесоюз. о-во по распространению полит. и науч. знаний. — Правда (тип. им. Сталина), 1950. — 36 с.
- Овсянникова М. Д. Трагическое положение детей в капиталистических странах: Стенограмма публичной лекции, прочит. в Центр. лектории О-ва в Москве / Всесоюз. о-во по распространению полит. и науч. знаний — М.: [Правда], 1950 (Тип. им. Сталина) — 31 с.
- Овсянникова М. Д. Злодеяния американо-английских интервентов в Корее: Стенограмма публ. лекции / Всесоюз. о-во по распростр. полит. и науч. знаний. — М.: [Правда], 1951. — 24 с.
- Овсянникова, Мария Дмитриевна. Женщины в борьбе за народное счастье. — Госполитиздат, 1954. — 94 с.
- Овсянникова М. Д. Факты и цифры о положении женщин в СССР и зарубежных странах / Всесоюз. о-во по распростр. полит. и науч. знаний. — Москва: Б. и., 1954. — 60 с.
- Овсянникова М. Д. Осуществление мечты. — М.: Госполитиздат, 1957. — 112 с.
- Овсянникова М. Д. Глазами старого друга: (Венг. записки). — М.: Госполитиздат, 1957. — 93 с.